# Rajd Trzech Miast 1966
Rajd 3 Miast München-Wien-Budapest 1966 (4. Int. 3-Städte Rallye München-Wien-Budapest) – 4. edycja rajdu samochodowego Rajd München-Wien-Budapest rozgrywanego w RFN. Rozgrywany był od 6 do 9  października 1966 roku. Była to trzynasta runda Rajdowych Mistrzostw Europy w roku 1966.

## Klasyfikacja rajdu
| Miejsce                      | Kierowca                     | Pilot                        | Samochód                     | Czas                         | Strata                       |                              |
| Klasyfikacja generalna i ERC | Klasyfikacja generalna i ERC | Klasyfikacja generalna i ERC | Klasyfikacja generalna i ERC | Klasyfikacja generalna i ERC | Klasyfikacja generalna i ERC | Klasyfikacja generalna i ERC |
| ---------------------------- | ---------------------------- | ---------------------------- | ---------------------------- | ---------------------------- | ---------------------------- | ---------------------------- |
| 1.                           | Timo Mäkinen                 | Paul Easter                  | Morris Mini Cooper S         | 54:13                        | 0.0                          |                              |
| 2.                           | Leo Cella                    | Luciano Lombardini           | Lancia Fulvia HF             | 56:37                        | +2:23                        |                              |
| 3.                           | Lillebror Nasenius           | Fergus Sager                 | Opel Rekord                  | 57:26                        | +3:12                        |                              |
| 4.                           | Arnaldo Cavallari            | Dante Salvay                 | Alfa Romeo GTA               | 57:26                        | +3:13                        |                              |
| 5.                           | Wilfried Gass                | Gerd Frey                    | Porsche 911                  | 58:48                        | +4:35                        |                              |
| 6.                           | Arnulf Pilhatsch             | Gustav Hruschka              | BMW 1800 TI                  | 58:52                        | +4:39                        |                              |
| 7.                           | Max Fuss                     | Adolf Wendlinger             | Porsche 911                  | 59:47                        | +5:34                        |                              |
| 8.                           | Gilbert Staepelaere          | André Aerts                  | Ford Cortina Lotus MK1       | 1:00:14                      | +6:01                        |                              |
| 9.                           | Pat Moss-Carlsson            | Elisabeth Nyström            | Saab 96 Sport                | 1:01:03                      | +6:49                        |                              |
| 10.                          | Walter Pöltinger             | R. Hartinger                 | Porsche 911                  | 1:01:36                      | +7:23                        |                              |